# 9233 Itagijun
9233 Itagijun eller 1997 CC1 är en asteroid i huvudbältet som upptäcktes den 1 februari 1997 av den japanska astronomen Takao Kobayashi vid Ōizumi-observatoriet. Den är uppkallad efter den japanske amatörastronomen Jun Itagi.
Asteroiden har en diameter på ungefär 7 kilometer.